# Vicente Karelovic
Vicente Karelovic Vrandecic (Punta Arenas, 26 de junio de 1933-ibidem, 10 de abril de 2019) fue un político chileno, quien ejerció como diputado por la región de Magallanes entre 1994 y 1998, y concejal de su ciudad natal entre 2004 y 2019.

## Biografía
Nació el 26 de junio de 1933, en Punta Arenas. Hijo de Vicente Karelovic y de Francisca Vrandecic. Se casó con Ema Sandoval Mulatti. 
Realizó sus estudios básicos y secundarios en su ciudad natal. Finalizada su etapa escolar, efectuó diversos cursos de perfeccionamiento. En el ámbito laboral, se desempeñó por muchos años como funcionario del Banco de Agustín Edwards. Además, trabajó como Factor de Comercio en el Centro de Estudios Magallanes. 
Falleció el 10 de abril de 2019 en su ciudad natal.

### Carrera pública y política
Inició sus actividades públicas participando de diversos cargos directivos en el Consejo de Desarrollo Regional y en el Consejo de Desarrollo Comunal, durante la dictadura militar de Pinochet.
En diciembre de 1993 resultó elegido diputado para el período 1994-1998, por el pacto que agrupa a los partidos de derecha, representando a la XII Región de Magallanes y la Antártica Chilena, que compone el distrito N.° 60. Integró la Comisión Permanente de Minería y Energía y la de Economía, Fomento y Desarrollo y fue miembro de la Comisión Especial para el Desarrollo de Magallanes. 
Fue candidato a senador por la 19.ª Circunscripción Senatorial, en 1997, pero no resultó elegido. 
Ejerció como concejal de la Municipalidad de Punta Arenas, entre 2004 y 2016, representando al partido Renovación Nacional; su último período, 2016-2020, lo ejerció en calidad de independiente, aunque no pudo completarlo debido a su muerte en 2019.

## Obras
- Karelovic Vrandecic, Vicente (1995) Un plan global para el desarrollo de Magallanes. En: Riesco, Ricardo (1995) Fundamentos para una propuesta nacional de desarrollo de la Región de Magallanes y Antártica Chilena, pp. 112-116. [s.n.], Santiago, Chile. Disponible https://www.bcn.cl/catalogo/ipac20/ipac.jsp?&index=BIB&term=92364

## Historial electoral

### Elecciones parlamentarias de 1993
- Elecciones parlamentarias de 1993 a Diputados por el distrito 60 (Río Verde, Antártica, Laguna Blanca, Natales, Cabo de Hornos, Porvenir, Primavera Punta Arenas, San Gregorio, Timaukel y Torres del Paine)[1]

### Elecciones municipales de 2004
- Elecciones municipales de 2004, para el concejo municipal de Punta Arenas[2]

### Elecciones municipales de 2008
- Elecciones municipales de 2008, para el concejo municipal de Punta Arenas[3]

### Elecciones municipales de 2012
- Elecciones municipales de 2012, para el concejo municipal de Punta Arenas[4]

### Elecciones municipales de 2016
- Elecciones municipales de 2016, para el consejo municipal de Punta Arenas[5]